# Майрыгин, Виктор Михайлович
Ви́ктор Миха́йлович Майры́гин (8 июня 1941, Сталинград) — советский и российский тренер по лёгкой атлетике, специалист по многоборьям. Осуществляет тренерскую деятельность начиная с 1961 года, работал в секции Уральского электромеханического завода, спортивном клубе «Кедр», национальной сборной Китая по лёгкой атлетике. За десятилетия тренерской работы подготовил множество мастеров спорта и одного мастера спорта международного класса Николая Афанасьева. Заслуженный тренер РСФСР, доцент института физической культуры УрГПУ.

## Биография
Виктор Майрыгин родился 8 июня 1941 года в Сталинграде, впоследствии переехал на постоянное жительство в город Новоуральск Свердловской области. Воспитывался матерью, его отец погиб на Великой Отечественной войне. С юных лет увлекался спортом, любил лыжные гонки, конькобежный спорт, ходил в детскую спортивную школу, базировавшуюся на местном стадионе. Учился в Свердловском техникуме физической культуры, в 1961 году сразу по окончании этого учебного заведения занялся тренерской работой в спортивной секции Уральского электромеханического завода — пришёл сюда как тренер по гимнастике, но уже в следующем году взял направление на лёгкую атлетику. Позже поступил в Свердловский государственный педагогический институт (ныне Уральский государственный педагогический университет), окончив его в 1970 году. Работал тренером по лёгкой атлетике в новоуральском спортивном клубе «Кедр».
За долгие годы тренерской деятельности подготовил множество спортсменов-разрядников, многие из его воспитанников получили звания мастеров спорта СССР и России, в их числе Сергей Липский, Виктор Ульянов, Валерий Паклин, Павел Дидченко, Анатолий Овчинников, Антонина Пермякова, Олег Драчёв, Елена Шитова, Олег Ивлев, Игорь Изосимов, Андрей Семенов, Елена Афанасьева (Пихтарева), Альбина Маницына, Борис Разумов. Один из самых известных его учеников — чемпион России в семиборье и десятиборье, участник летних Олимпийских игр в Атланте, мастер спорта международного класса Николай Афанасьев.
По достижении пенсионного возраста Виктор Майрыгин не оставил лёгкую атлетику, продолжив тренировать юных талантливых спортсменов. Так, в 2001 году его воспитанница Татьяна Галкина, уже выполнившая норматив мастера спорта, одержала победу на первенстве России среди юниоров и попала в основной состав российской национальной сборной. В 1990-х годах в течение некоторого времени работал университетским тренером по лёгкой атлетике в Иордании. Начиная с 2002 года по контракту работал в Китае, занимался подготовкой лучших китайских легкоатлетов-десятиборцев. Доцент кафедры гуманитарных и социально-экономических дисциплин филиала института физической культуры УрГПУ.
За весомый вклад в подготовку молодых спортсменов удостоен почётного звания «Заслуженный тренер РСФСР».